# Dióssi Ferenc
Dióssi Ferenc (1943 – 2011) búvár, hegymászó, operatőr, fotóművész.

## Élete
A Mafilm Népszerű-tudományos Filmstúdió filmoperatőreként végigjárta Vámbéry Ármin útját, mely Afganisztánig vitte, járt a vietnámi háborúban.
1983-ban – Kollányi Ágoston – Korallország című film operatőre Dióssi Ferenc volt. A film a Maldív-szigeteken, légi és vízalatti felvételeken mutatja be a korall szirtek és szigetek keletkezését, élővilágát.	
Filmes munkája mellett fotós tevékenysége is számottevő.
Fotós munkáival jelen volt a reklámszakmában és szerepelt kiállításokon. Az Ez a Divat című magazin munkatársa is volt.
Tagja volt a Magyar Fotóművészek Szövetségenek és a Magyar Alkotóművészek Országos Egyesületenek.
A hazai első hivatalos búvárfotográfus megmérettetésre 1972-ben került sor, amikor az Amphora KSC és az FTSK Delfin Könnyűbúvár szakosztály a Természet Világa című lappal közösen megrendezte az I. Országos Könnyűbúvár Fotópályázatot. A pályázatra 218 kép érkezett a három víz alatti és egy felszíni kategóriában. A díjak és különdíjak döntő többségét Dióssi Ferenc és Násfay Béla nyerte. A legszebb felvételeket 1973. februárban a TIT Természettudományi Stúdiójában is kiállították.
Az országos víz alatti fotópályázat legtöbbször felkért zsűritagjai ezekben az években Bojtár Ottó fotográfus-biológus, Dióssi Ferenc fotóművész-operatőr és Z. Vincze György sportújságíró-szerkesztő voltak.

## Közreműködésével megjelent kötetei
- Kis József: Vámbéry nyomában. Egy filmrendező naplójából; Móra, Bp., 1972
- Z. Vincze György: Ahol a cápa jár...; fotó  Dióssi Ferenc; ILK, Bp., 1983
- Fotó 1975